# Le Soupçon (film, 1919)
Pour les articles homonymes, voir Le Soupçon.
Pour plus de détails, voir Fiche technique et Distribution.
Le Soupçon (titre original : The Girl with No Regrets) est un film américain réalisé par Harry F. Millarde, sorti en 1919.

## Fiche technique
- Titre : Le Soupçon
- Titre original : The Girl with No Regrets
- Réalisation : Harry F. Millarde
- Scénario : Raymond L. Schrock, d'après une histoire d'Evelyn Campbell
- Photographie :
- Montage :
- Producteur : William Fox
- Société de production : Fox Film Corporation
- Société de distribution : Fox Film Corporation
- Pays d'origine :  États-Unis
- Langue : film muet avec les intertitres en anglais
- Format : Noir et blanc — 35 mm — 1,33:1 — Muet
- Genre : Film dramatique
- Métrage : 1500 mètres
- Durée : 50 minutes
- Dates de sortie :
  -  États-Unis : 26 janvier 1919
  -  France : 18 juin 1920

## Distribution
- Peggy Hyland : Signa Herrick
- Charles Clary : Olney French
- Gene Burr : Jim Durling
- Betty Schade : Janet Durling
- Jack Nelson : Dale Morgan
- Al Fremont : le détective Haggard
- Harry von Meter : Gerald Marbury
- Beverly Travers : Mme Marbury
- William Ellingford : le banquier Osborne